# Valentin Șerbu

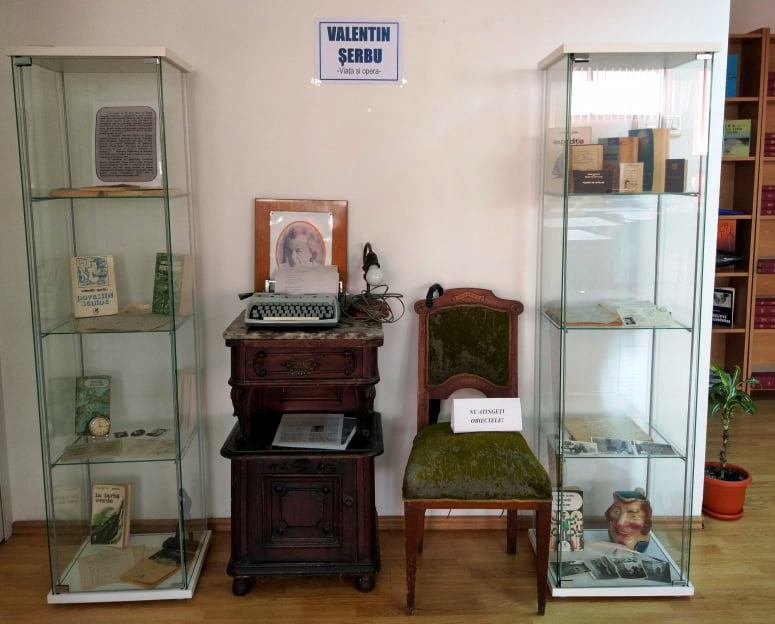
Expoziția dedicată lui Valentin Șerbu din interiorul Sălii de lectură pentru adulți, Biblioteca Județeană ”Panait Cerna” Tulcea

Valentin Șerbu (n. 20 iulie 1934 – d. 29 ianuarie 1994) a fost un scriitor român contemporan, cunoscut în special pentru romanele și povestirile sale sale satirice. Cele mai populare scrieri ale sale cuprind Figuranții - Baltazar, Satirica, Tărâm necunoscut, nuvela sa științifico-fantastică Fantastice, Tentative, Fantastica Deltă, Provinciale, Expediția.
Membru al Uniunii Scriitorilor din 1975. 

## Date biografice
Născut la Tulcea, face cursurile elementare și gimnaziale în orașul natal după care începe liceul, pe care-l întrerupe fiind arestat împreună cu alți colegi participanți la manifestări care nu conveneau regimului comunist. Va sta închis până în anul 1951, terminând liceul abia în 1969. 
În perioada 1955-1971 lucrează ca electrician la I.R.E.D. în orașele Medgidia, Eforie, Constanța, Tulcea. Din 1971 până în 1974 lucrează la serviciul bibliografic al Bibliotecii Județene Tulcea. Din acest an pleacă la Mogoșoaia, la Casa de Creație a Uniunii Scriitorilor (1974-1980). Se reîntoarce în Dobrogea stabilindu-se la Babadag (1980-1990), apoi la Tulcea, unde o boală necruțătoare îi curmă viața, în 1994.

## Opera literară
- Provinciale, București, 1971;
- Expediția, București, 1972;
- Dezacorduri, București, 1973;
- Figuranții, București, 1974;
- Baltazar, București, 1974;
- Povestiri senine, București, 1975;
- Fantastica Deltă, București, 1976;
- Fantastice, București, 1978;
- Vizita de adio, București, 1979;
- Inocentul, București, 1980;
- Satirice, București, 1982;
- Tentative, București, 1982;
- Tărâm necunoscut, București, 1983;
- La iarbă verde, București, 1985.

Aprecieri din partea criticului literar Alex Ștefănescu:
„Cele mai multe dintre personajele care populează cărțile lui Valentin Șerbu se caracterizează prin inconsistență socială. Asemenea unor marionete dezarticulate, ele fac mereu aceleași gesturi, imitând îndeletniciri și profesii, clamându-și emfatic principiile. Prozatorul demonstrează subtil că între semidoct și savant, între cabotin și artist nu există diferențe în ceea ce privește trăirile. Și unii și alții cred în ceea ce fac, se devotează și se exaltă, indiferent dacă realizările lor sunt sau nu omologate de societate.”

## Prezență în antologii
- Proză satirică română contemporană. Sibiu, 1982
- Vânzătorul de enigme. Constanța, 1993

## Despre Valentin Șerbu
În volume:
- Culcer Dan: Citind sau trăind literatura, Cluj-Napoca, Editura Dacia, 1976, p. 223-225
- Titel Sorin: Pasiunea lecturii, Timișoara, Editura Facla, 1976, p. 122-129
- Ardeleanu Virgil: Mențiuni, Cluj-Napoca, Editura Dacia, 1978, p. 151-156
- Culcer Dan: Serii și grupuri, București, Editura Cartea Românească, 1981, p.246-256
- Nedelcu Marcela: Personalități tulcene. Valentin Șerbu, Tulcea, Biblioteca Județeană, 1996
- Cucu Ștefan și Apostoleanu Corina: Literatura în Dobrogea. Dicționar bibliografic, vol.2, Constanța, 1999, p.108-111

În periodice:
- Bardu Nistor. Pentru o Tulce literară, azi. În Tomis, 20, nr.10, oct. 1985, p.6
- Culcer Dan. Povestirile lui Valentin Șerbu. În Vatra, 9, nr. 12, 20 dec. 1979, p. 4,14
- Mihăilescu Valentin. Furtună într-un pahar cu apă. În Contemporanul, 19, nr. 11, 13 martie 1976, p.2
- Ștefănescu Alexandru. Jocul de-a viața. Scriitori contemporani. În Tomis, 14, nr.3, august 1979, p. 7
- Tascu Valentin. Ingeniozitate și risc în proza limitativă. În Steaua, 27, nr.7, iulie 1976, p. 46-47
- Novac Constantin. Un bărbat de cuvânt./Necrolog/. În Tomis, 29, nr. 4, apr. 1994, p.8
- Naum Marius. Singurătate fără Valentin Șerbu. În Acum, 3, nr. 488, 29 ian. 1997, p. 2
- Vladimirov Olimpiu. In memoriam Valentin Șerbu. În Tomis, 3, nr. 3, martie 1998, p. 15
- Bejenaru Constantin. In memoriam - 65 de ani de la nașterea lui Valentin Șerbu. În Steaua Dobrogei, 1, nr. 2, iunie 1999, p. 58-60

## In memoriam
Biblioteca publică din orașul Babadag îi poartă numele , iar în Sala de lectură pentru adulți a Bibliotecii Județene Tulcea, care poartă numele scriitorului, a fost amenajat un spațiu în memoria lui Valentin Șerbu (mașina de scris și alte obiecte care i-au aparținut scriitorului, cărți, manuscrise, fotografii, donate de soția sa).